# Hřib příživný
Hřib příživný (Pseudoboletus parasiticus), někdy též suchohřib příživný, je jedlá houba z čeledi hřibovitých.
Jedná se o vzácnou parazitickou houbu vyrůstající na pestřecích, zejména pak na pestřeci obecném.